# Винслов, Якоб
Я́коб Ви́нслов (лат. Jacob Benignus Winsløw, фр. Jacques-Bénigne Winslow; 17 апреля 1669 — 3 апреля 1760) — выдающийся французский анатом и медик датского происхождения.

## Биография
Винслов родился 17 апреля 1669 года в датском городе Оденсе в семье потомственного священника-протестанта; он был старшим из тринадцати детей и был крещён под именем Якоб Христиан (дат. Jacob Christian). Раннее образование получил от отца, затем поступил в местную гимназию, где изучал языки (латинский, греческий и датский). Изначально он собирался продолжить семейную традицию и стать священником, поэтому в 1687 году приступил к изучению теологии в Копенгагенском университете, однако быстро увлёкся естественными науками. Одним из преподавателей, поддержавших его интерес к естественным наукам, был известный датский астроном Оле Рёмер.
С 1691 по 1696 год Винслов изучал медицину в только что образованном медицинском колледже Borchs Kollegium, где его основным учителем был окружной хирург-цирюльник Йоганн де Бухвальд. Бухвальд считался лучшим хирургом Копенгагена, однако Винслов больше интересовался анатомией, так как поначалу с трудом переносил вид крови. Вскоре Винслов стал прозектором под руководством Томаса Бартолина и прославился в этом качестве благодаря своим публичным вскрытиям. В 1697 году, получив королевскую стипендию, Винслов едет продолжать обучение в Лейден (Нидерланды), где пребывает в течение 14 месяцев. Там он продолжает свои анатомические упражнения, но изучает также и практическую медицину (даже беря частные уроки у опытных акушерок).
После Лейдена Винслов едет в Париж, где продолжает изучать анатомию и хирургию под руководством знаменитого хирурга Жозефа Дювернея и Алексиса Литтре. В Париже Винслов переживает духовный кризис, в результате которого переходит в католицизм (в 1699 году). Значительную роль в его решении сыграли сочинения Жак-Бениня Боссюэ, с которым Винслов даже общался лично и чьё личное имя он принял при католическом крещении. Переход в католицизм привёл к тому, что он разорвал отношения со своей семьёй и потерял расположение датского короля. С тех пор Винслов никогда не посещал Данию.
При помощи Бюссюэ и других католических покровителей Винслов возобновляет свою работу с Дювернеем. 4 октября 1704 года он становится лиценциатом в госпитале Отель-Дьё, в 1705 году он становится доктором медицины, а в 1707 году избирается членом Французской академии наук и становится профессором анатомии «по назначению». Несмотря на свои анатомические упражнения, Винслов продолжает активную медицинскую практику. В 1728 году он становится доктором парижского факультета медицины, а в 1743 — полноправным профессором анатомии. 18 февраля 1745 года Винслов торжественно открыл новый анатомический театр, построенный под его руководством. Несмотря на то, что в своей речи, посвящённой этому событию, он упомянул себя лишь как продолжателя дела Риолана, Бартолина и Стенсена, в то время он воспринимался, по сути, как ведущий анатом Европы. Его слава привлекала многих учеников, наиболее выдающимся из которых можно считать Альбрехта фон Галлера.
Винслов занимал должность профессора анатомии до 1758 года, когда его работе начала мешать прогрессирующая глухота. Он проживал в Париже до самой смерти (несмотря на ряд предложений вернуться в Данию). Скончался 3 апреля 1760 года, похоронен в церкви Сен-Бенуа в Париже.

### Семья
11 июля 1711 года Винслов женился на Марии Катерине Жиль (Maria Catharina Gilles). Пара имела двух детей; сын Луи Пьер умер в младенчестве, дочь Мари Анжелика вышла замуж за парижского врача де ла Сурдье.

## Вклад в анатомию
Научные работы Винслова сочетают в себе талант наблюдателя и крайнюю скрупулёзность. В период между 1711 и 1743 годом он опубликовал около 30 трудов на самые разнообразные темы. Его основным трудом следует назвать трёхтомное руководство «Анатомическое изложение структуры человеческого тела» (фр. Exposition anatomique de la structure du corps humain, 1732 год), выполненное целиком на собственном материале без привлечения предшествующих анатомических исследований; руководство было переведено на несколько языков.
Среди прочих открытий/наблюдений Винслова заслуживают упоминания следующие:
- Показал, что отдельные мышцы никогда не действуют в одиночку, а работают лишь группами (явление синергизма), причём всегда одновременно со своими антагонистами.
- Впервые описал остистое отверстие клиновидной кости[6].
- В 1715 году впервые описал так называемое сальниковое отверстие (лат. foramen epiploicum), сообщающее сальниковую сумку с большим брюшинным мешком. Это отверстие носит его имя[прим. 2].
- В 1732 году сделал первое описание черепа из Гренландии, ставшее одним из первых научных описаний черепа вообще.
- В 1732 году предложил устоявшееся название для пещеристого синуса[7].
- В 1732 году детально описал строение пограничного симпатического ствола и его связи с внутренними органами, а также ввёл термин nervus simpathicus[8][9], лёгшего в основу понятия «симпатическая часть вегетативной нервной системы».
- В период между 1733 и 1743 годами опубликовал серию трудов о «монстрах» (врождённых пороках развития), в которых отстаивал мысль о том, что подобные пороки вызываются воздействием неблагоприятных предрасполагающих факторов, а не какими-либо травмами или повреждениями нормального зародыша.
- Выступал против ношения женских корсетов (весьма популярных в то время) с анатомо-физиологической точки зрения.
- Серьёзно интересовался вопросами, связанными с определением момента смерти (трактат «Mortis incertae Signa…», 1752 год). Винслов разделял распространённую в то время точку зрения, что многие погребённые на самом деле находились в состоянии летаргического сна, и предлагал ряд методов для исключения подобных случаев (в частности, он предлагал вводить в нос или рот покойника дурно пахнущие вещества, кричать ему в ухо, обжигать крапивой, тереть тело жгучими притирками, дергать за конечности, вводить под ногти иголки, капать расплавленным воском на лоб и ступни и др.[10]). Несмотря на наивность подобных представлений в настоящее время, Винслов своими трудами актуализировал до сих пор актуальный вопрос о том, насколько очевиден и достаточен критерий, позволяющий судить о наступившей смерти организма, и каковы возможности человеческого организма преодолевать состояния, рассматривающиеся как терминальные[11].

В честь Винслова названы:
- Ви́нслово отверстие (или отверстие Винслова) — сальниковое отверстие (лат. foramen epiploicum), соединяющее сальниковую сумку с полостью брюшины[5][12].
- Связка Винслова (косая подколенная связка, лат. ligamentum popliteum obliquum) — связка, идущая от латерального надмыщелка бедренной кости вниз и кнутри и вплетающаяся в капсулу коленного сустава и сухожилие полуперепончатой мышцы[5][13].
- Отросток Винслова — крючкообразный отросток поджелужочной железы (иногда упоминающийся также как «малая поджелудочная железа»)[5].